# Zbór Kościoła Ewangelicznych Chrześcijan w Bydgoszczy
Zbór Kościoła Ewangelicznych Chrześcijan w Bydgoszczy – ewangeliczna wspólnota chrześcijańska, należąca do Kościoła Ewangelicznych Chrześcijan, mająca siedzibę w Bydgoszczy, przy ul. Czerwonego Krzyża 46

## Historia
Początki zboru sięgają okresu po zakończeniu II wojny światowej. Do późnych lat 70. XX wieku w Bydgoszczy działała jedna placówka w ramach Zjednoczonego Kościoła Ewangelicznego, z którego w 1978 r. wydzielił się zbór w obecnym kształcie. Od 1978 r. do 1988 r. funkcjonował jako II Zbór Zjednoczonego Kościoła Ewangelicznego w Bydgoszczy. Od 1988 r. do 2002 r. działał jako zbór Kościoła Ewangelicznych Chrześcijan. W latach 2003–2006 należał do struktur Kościoła Ewangelicznego. Od 2006 roku do chwili obecnej ponownie funkcjonuje jako zbór Kościoła Ewangelicznych Chrześcijan.

## Miejsca spotkań
Do 1978 r. spotkania odbywały się w budynku na ul. Zduny 10. W latach 1978–1989 nabożeństwa miały miejsce w nowo powstałym budynku przy ul. Czerwonego Krzyża 52. Od listopada 1989 r. do chwili obecnej siedzibą zboru jest budynek przy ul. Czerwonego Krzyża 46 na Jarach.

## Działalność
Nabożeństwa odbywają się w każdą niedzielę oraz w czwartek (studium biblijne oraz spotkanie modlitewne). Charakteryzują się one prostą formą i składają się z kazań opartych na Biblii oraz wspólnego śpiewu i modlitwy. W czasie niedzielnych nabożeństw odbywają się zajęcia Szkółki niedzielnej dla dzieci. Zbór organizuje również dodatkowe regularne spotkania dla młodzieży, mężczyzn, kobiet i dzieci. Zbór oprócz jednostki macierzystej w przeszłości posiadał wiele placówek. Prowadził również Centrum Obozów Chrześcijańskich w Oćwiece k. Żnina. Od kilkunastu lat regularnie wydaje biuletyn informacyjny.

## Przełożeni zboru
- br. Paweł Bajeński – 1947–1950 (Zjednoczenie Kościołów Chrystusowych)
- br. Franciszek Trojanowicz – 1950–1960 (Zjednoczony Kościół Ewangeliczny)
- br. Tadeusz Dębosz – 1960–1974 (Zjednoczony Kościół Ewangeliczny)
- br. Jan Tomczyk – 1974–2003 (Zjednoczony Kościół Ewangeliczny, Kościół Ewangelicznych Chrześcijan)
- br. Wojciech Muranty – 2003–2004 (Kościół Ewangeliczny)
- br. Jan Tomczyk – 2004–2005 (Kościół Ewangeliczny)
- br. Dariusz Perlikowski – 2005–2008, p.o. pastora (Kościół Ewangeliczny, Kościół Ewangelicznych Chrześcijan)
- br. Jan Tomczyk – 2008–2018 (Kościół Ewangelicznych Chrześcijan)
- br. Sebastian Kalinowski - 2020 - nadal (do 04.2023 jako pastor pomocniczy), (Kościół Ewangelicznych Chrześcijan)